# Nanaspis mixta
Nanaspis mixta is een eenoogkreeftjessoort uit de familie van de Nanaspididae. De wetenschappelijke naam van de soort is voor het eerst geldig gepubliceerd in 1975 door Humes.